# Euphrosinopsis crassiseta
Euphrosinopsis crassiseta är en ringmaskart som beskrevs av Kudenov 1993. Euphrosinopsis crassiseta ingår i släktet Euphrosinopsis och familjen Euphrosinidae. Inga underarter finns listade i Catalogue of Life.